# Pont Masséna
Le pont Masséna est un pont à haubans situé à Paris dans le 13e arrondissement. Il est situé entre l'avenue de la Porte de Vitry et la Seine et permet au boulevard périphérique de franchir les voies ferrées du réseau sud-ouest de la SNCF venant de la gare de Paris-Austerlitz. Le pont tient son nom de sa proximité avec le boulevard Masséna qui lui était parallèle mais, depuis 2005, la partie de ce boulevard comprise entre les quais Panhard-et-Levassor et d'Ivry au niveau de la porte de la Gare, d'une part, et la porte de Vitry, d'autre part, a été renommée boulevard du Général-d'Armée-Jean-Simon.

## Histoire
Les études de mécanique des sols et de fondations ont duré de 1963 à 1965. Le pont a été conçu par l'architecte Hellmut Homberg. Il a été construit avec des éléments métalliques de la Société des Forges et Acièries du Creusot par les entreprises Fives-Lille-Cail, CFEM et Baudin de 1966 à 1969 sous la supervision de Lucien Carpentier, puis de Jean Valentin pour la SNCF, qui assurait la maîtrise d'œuvre avec Hellmut Homberg comme ingénieur conseil .

## Descriptif
D'une longueur de 492 mètres, le pont Masséna est le pont le plus long de Paris. Il s'agit d'un pont haubané de 36 m de large. La travée centrale de 161 m est encadrée de deux travées de 81 m. Le tablier, constitué de deux caissons de 4,30 m de hauteur est suspendu à deux pylônes axiaux de 35 m  de hauteur,.
Le haubanage n'est constitué que de deux paires de haubans par pylône, soit huit haubans au total.